# السعودية في كأس الخليج العربي 1972
تعرضُ هذه المقالة مُشاركة المنتخب السّعُوديّ في كأس الخليج العربي 1972، التي عُقِدَت في السعودية بين 15 مارس و28 مارس 1972.
جَرَت المُباريات بنظام المجمُوعة الواحدة، حيث لعب المُنتخب السّعودي مع ثلاث مُنتخبات (الكويت، قطر، الإمارات العربية المُتَّحِدة). لم يَخسِر أي مُباراة، لَكنَّهُ تعادل مُباراة واحدة وفاز بِمُبارتين. وبذلك احتلَّ المركز الثاني (الوَصيف) في المجمُوعة بِفَارق الأهداف عن المُنتخب الكويتي.

## البُطولة

### المجمُوعة
| المُنتخب                  | لَعِبَ | فَاز | تعادلَ | خَسِرَ | له | عليه | فَارق الأهداف | النِّقاط |
| ------------------------ | --- | --- | ----- | --- | -- | ---- | ------------ | ------ |
| الكويت                   | 3   | 2   | 1     | 0   | 14 | 2    | +12          | 5      |
| السعودية                 | 3   | 2   | 1     | 0   | 10 | 2    | +8           | 5      |
| الإمارات العربية المتحدة | 3   | 1   | 0     | 2   | 1  | 11   | -10          | 2      |
| قطر                      | 3   | 0   | 0     | 3   | 0  | 10   | -10          | 0      |

### المُباريات

#### السّعُودية ضد الكويت
| الكويت                 | 2-2 | السّعُودية                      |
| ---------------------- | --- | ----------------------------- |
| علي الملا · جاسم يعقوب |     | محمد المغنم · محمد النور موسى |

#### السّعُودية ضد الإمارات العربية المُتّحِدَة
| الإمارات العربية المُتَّحِدة | 4-0 | السّعُودية                                           |
| ------------------------ | --- | -------------------------------------------------- |
|                          |     | محمد المغنم · سعيد مذكور · سعيد مذكور · سعيد مذكور |

#### السّعُودية ضد قطر
| السّعُودية                                                    | 0-4 | قطر |
| ----------------------------------------------------------- | --- | --- |
| محمد النور موسى · محمد النور موسى · سعيد مذكور · سعيد مذكور |     |     |

## مَرَاجِع
1. ↑  "الموقع الدائم لكأس الخليج العربي". مؤرشف من الأصل في 29 ديسمبر 2017. اطلع عليه بتاريخ 4 فبراير 2018.

## وَصَلات خَارِجيَّة
- المَوقِع الرَّسمي لِلبُطولة بالعربيّة
- RSSSF site